# Musculus mylohyoideus
De Musculus mylohyoideus is een spier die aan de onderkaak (mandibula) is bevestigd. Het heft het tongbeen (os hyoideum) omhoog.